# Aspidoscelis marmorata
Espèce
Synonymes
- Cnemidophorus marmoratus Baird & Girard, 1852
- Aspidoscelis marmoratus (Baird & Girard, 1852)
- Cnemidophorus marmoratus reticuloriens Hendricks & Dixon, 1986
- Aspidoscelis tigris reticuloriens (Hendricks & Dixon, 1986)

Aspidoscelis marmorata est une espèce de sauriens de la famille des Teiidae.

## Répartition
Cette espèce se rencontre :
- aux États-Unis dans le Texas et le Sud-Ouest du Nouveau-Mexique ;
- au Mexique dans le Coahuila, le Chihuahua et le Durango.

## Liste des sous-espèces
Selon The Reptile Database (23 janvier 2014) :
- Aspidoscelis marmorata marmorata (Baird & Girard, 1852)
- Aspidoscelis marmorata reticuloriens (Hendricks & Dixon, 1986)

## Publications originales
- Baird & Girard, 1852 : Characteristics of some new reptiles in the Museum of the Smithsonian Institution, part 2. Proceedings of the Academy of Natural Sciences of Philadelphia, vol. 6, p. 125-129 (texte intégral).
- Hendricks & Dixon, 1986 : Systematics and biogeography of Cnemidophorus marmoratus (Sauria: Teiidae). Texas Journal of Science, vol. 38, p. 327-402.